# The Gentlemen's Alliance Cross - L'accademia dei misteri
The Gentlemen's Alliance Cross - L'accademia dei misteri (紳士同盟†?, Shinshi dōmei cross) è un manga shōjo di Arina Tanemura, originariamente pubblicato su Ribon dal 2004 al giugno 2008, e successivamente raccolto in 11 tankōbon. È stato pubblicato mensilmente in Italia da Panini Comics sotto l'etichetta Planet Manga a partire dall'aprile 2008.

## Trama
Haine frequenta la scuola imperiale che si basa su una classificazione per reddito. Lei appartiene al gruppo bronzo ovvero i benestanti (che però sono anche la più bassa classe sociale nella scuola), per diventare un argento si possono accumulare punti vincendo concorsi o prendendo voti alti o, più semplicemente, pagando una retta scolastica più alta. Haine essendo stata adottata lavora sodo perché pensa di dover in qualche modo ripagare Itsuki (il padre adottivo) e Ryokuka (la moglie di Itsuki) per essersi presi cura di lei. Inoltre si scopre che Haine è segretamente innamorata dell'Imperatore (il solo membro oro della scuola) per un loro incontro diversi anni prima e per un libro che le ha regalato il suo vero padre. Entra a far parte del consiglio studentesco per uno scherzo di Maora e da allora diventa la guardia del corpo dell'Imperatore.

## Personaggi

### Haine Otomiya
È una ragazza allegra e molto emotiva, in origine faceva parte dei Kamiya, tuttavia è stata adottata da Itsuki Otomiya perché i Kamiya stavano andando in bancarotta. Ma non è questa la vera motivazione infatti più tardi nel manga si scoprirà che Itsuki Otomiya è il suo vero padre, poiché lui e la madre di Haine, Maika, in gioventù erano stati innamorati ma il loro amore fu ostacolato da Kazuhito, che ne era innamorato e pur di averla aveva fatto deporre Itsuki dal ruolo di imperatore e costretto lei a sposarlo poiché il padre di Maika era molto malato e alla sua famiglia avrebbero fatto molto comodo i soldi dei Kamiya ma alla fine si scopre che lei si è innamorata del marito, per questo non è tornata da Itsuki. Al momento dell'adozione Kazuhito ha dato via Haine solo per riportarla dal suo vero padre. Siccome Haine non si capacitava del fatto di essere stata venduta, entrò a far parte delle studentesse ribelli, ma cambiò in seguito all'incontro con Shizumasa, e fu per questo che si iscrisse all'accademia imperiale per potergli stare vicino. Quando entra a far parte del consiglio studentesco rimane molto scossa dal cambiamento di Shizumasa ma decide comunque di stargli vicino.
Verso metà del manga scopre il segreto del imperatore,cioè che in realtà lui ne è il fratello gemello, Takanari e che ha dovuto sostituirlo, Haine resterà molto confusa e alla fine dichiara di amarli entrambi,ma dopo aver scoperto che il libro non è opera di Shizumasa ma di Takanari, capirà di amare solo quest'ultimo e lo salva.

### Nobile Takanari Togu
Il fratello gemello di Shizumaza, che all'inizio del manga lo sostituisce come Imperatore perché il fratello è malato. Nessuno sa della sua esistenza esclusi i membri della famiglia Togu e i loro servitori, il resto del mondo pensa che lui sia morto. Tratta Haine con freddezza, perché vorrebbe che lui lo odiasse e si allontanasse così da Shizumasa.

### Nobile Shizumasa Togu
Il vero Imperatore dell'accademia. A causa di una malattia ha dovuto cedere momentaneamente il posto al gemello, ma è più che intenzionato a riprendersi sia il ruolo di imperatore, sia Haine.

### Ushio Amamiya
Migliore amica di Haine, per la quale mostra un attaccamento particolare( sembra che sia innamorata di lei), è una ragazza chiusa e silenziosa, ma dalla straordinaria bellezza. Detta anche Lady Ortensia, odia gli uomini, tuttavia si è fatta la fama di una ragazza che offre il suo corpo per ottenere sempre qualcosa (come quando per recuperare la cravatta di Haine si fa scoprire con Shizumasa). Nel corso della storia rivelerà ad Haine il suo amore, costringendola a lasciar perdere Takanari, ma poi si renderà conto di aver fatto un grave errore e di essere in realtà innamorata di Senri, il dottore della scuola, che è innamorato di lei perché le ricorda la sua fidanzata morta.

### Maora (Ichinomiya Yoshitaka)
Maora è l'unica ragazza membro del consiglio studentesco, nota per la sua incredibile memoria. Simpatica e allegra, possiede una "mini-capretta" di nome Okorimakuri.
In realtà è un ragazzo, amico d'infanzia di Maguri, per il quale nutre un sentimento profondo.
Successivamente si scopre avere anche una doppia identità, infatti egli è anche il postino della scuola e quando Maguri accetterà l'amore fra Haine e Shizumasa, lui avra il coraggio per rivelare all'amico i suoi veri sentimenti.

### Maguri Tsujimiya
Amico d'infanzia di Maora era il 'Finto Fidanzato' del Nobile Shizumasa. È innamorato, appunto, dell'Imperatore e per questo litiga molto spesso con Haine ma tuttavia le è amico. I suoi genitori sono degli Yakuza e suo fratello è l'ex imperatore dell’accademia. Si innamorerà di Maora.

### Kusame Otomiya
Fratellastro di Haine, figlio di Ryokuka. L'unico studente dell'accademia che sia riuscito ad arrivare al gruppo argento solo grazie alla media scolastica. Inizialmente è innamorato di Haine, nascondendo però questo sentimento alla sorella; successivamente si innamora di Komaki, vera sorella di Haine.

### Komaki Kamiya
Sorella minore di Haine, figlia di Maika e Kazuhito. Inizialmente si finge la fidanzata di Shizumaza, ma solo perché vorrebbe rendersi odiosa ad Haine in modo che lei non voglia tornare a casa, perché pensa che questa decisione la farebbe soffrire. Successivamente si scopre che è innamorata di Kusame, al quale si dichiarerà e ne diverrà la ragazza. Vuole molto bene alla sorella e ha sofferto tanto per la sua "vendita".

### Toya
Servitore personale di Takanari. È molto legato al suo padrone, per il quale è disposto a tutto, persino a "sporcarsi le mani".

## Volumi
| Nº | Data di prima pubblicazione | Data di prima pubblicazione                                                 | Data di prima pubblicazione |
| Nº | Giapponese                  | Giapponese                                                                  | Italiano                    |
| -- | --------------------------- | --------------------------------------------------------------------------- | --------------------------- |
| 1  | 15 febbraio 2005            | ISBN 978-4-08-856590-3                                                      | 23 aprile 2008              |
| 2  | 15 luglio 2005              | ISBN 978-4-08-856623-8                                                      | 28 maggio 2008              |
| 3  | 15 dicembre 2005            | ISBN 978-4-08-856623-8                                                      | 25 giugno 2008              |
| 4  | 15 maggio 2006              | ISBN 978-4-08-856681-8                                                      | 23 luglio 2008              |
| 5  | 15 settembre 2006           | ISBN 978-4-08-856703-7                                                      | 27 agosto 2008              |
| 6  | 15 gennaio 2007             | ISBN 978-4-08-856721-1                                                      | 26 febbraio 2009            |
| 7  | 15 maggio 2007              | ISBN 978-4-088-56741-9                                                      | 26 marzo 2009               |
| 8  | 14 settembre 2007           | ISBN 978-4-08-856767-9                                                      | 30 aprile 2009              |
| 9  | 15 gennaio 2008             | ISBN 978-4-08-856793-8                                                      | 31 maggio 2009              |
| 10 | 15 maggio 2008              | ISBN 978-4-08856812-6 (ed. regolare) ISBN 978-4-08782173-4 (ed. limitata)   | 28 giugno 2009              |
| 11 | 14 novembre 2008            | ISBN 978-4-08-856849-2 (ed. regolare) ISBN 978-4-08-782192-5 (ed. limitata) | 26 luglio 2009              |